# 情人 (泰勒絲歌曲)
〈情人〉（英語："Lover"）是美國創作歌手泰勒·斯威夫特的一首歌曲，於2019年8月16日由聯眾唱片發行，收錄於泰勒絲的與歌曲同名的第七張錄音室專輯，並作為專輯的第三首主打歌曲。泰勒絲創作這首歌，並由她與杰克·安东诺夫共同製作。這首歌擁有流行民謠旋律，並擁有蓬勃發展的小鼓，慢節奏和以吉他為中心的聲音。在復古風格的音樂主題上，泰勒絲唱著關於這首歌的忠誠，這首歌得到了樂評的讚譽，他們讚揚了它的懷舊品質和泰勒絲的詞曲創作。

## 背景
這首歌由泰勒絲創作，並由她與杰克·安东诺夫共同製作。他們之前就有合作過，例如：單曲〈比小說更甜蜜〉（2013）、專輯《1989》的三首歌（2014）、單曲〈無愛不活〉（2016）及專輯《舉世盛名》的六首歌。他們這次在專輯《情人》也一起製作某些歌曲。泰勒絲於2019年的青少年选择奖的獲獎感言說道這首歌會在2019年8月16日發行，這首歌收錄於泰勒絲的第七張同名錄音室專輯，並作為專輯的第三首主打歌曲。歌詞錄影帶也上傳到YouTube，並秀出泰勒絲的家庭影片投影到白紙上，歌曲的歌詞疊加在頂部。

## 詞曲

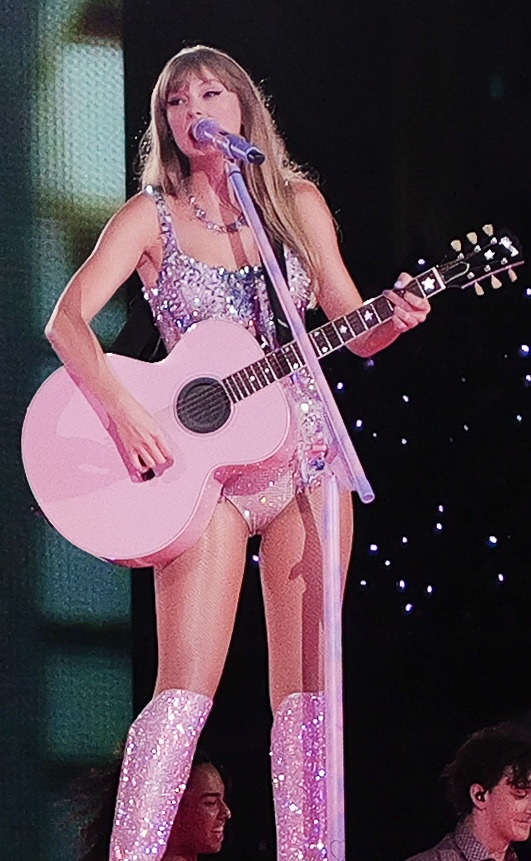
斯威夫特在時代巡迴演唱會表演《情人》（2023）。

〈情人〉擁有鄉村旋律及3分41秒的長度。Jason Lipshutz為這首歌並不是鄉村。這首歌有關於奉獻的歌詞，泰勒絲唱著「復古風格的音樂主題」。這是一首古老的民謠，擁有蓬勃發展的小鼓，音調和1960年代的氛圍。這首歌的節奏緩慢，以吉他為中心。《新音乐快递》的Karen Gwee認為這首歌是泰勒絲「鄉村時代」的回歸。《时尚杂志》的Abby Aguirre描述這首歌為「浪漫、令人難忘、華爾茲、創作歌手的金塊」。《印度斯坦时报》寫到這首歌「相當慢，更像是一首浪漫的旋律」，並補充說歌詞「讓它看起來像是在對某人唱歌」。

## 音樂錄影帶
2019年8月15日，泰勒絲在他的社群平台上公佈會在2019年8月22日直播並Q&A在YouTube，並會發行這首歌的音樂錄影帶。

## 獎項
| 年份 | 組織                   | 獎項                 | 成績 | 參考   |
| ---- | ---------------------- | -------------------- | ---- | ------ |
| 2020 | 葛萊美獎               | 年度歌曲             | 提名 | [ 15 ] |
| 2020 | 威比獎                 | 最佳藝術執導         | 獲獎 | [ 16 ] |
| 2020 | 十大中文金曲頒獎音樂會 | 國際金曲前10         | 獲獎 | [ 17 ] |
| 2020 | MTV音樂錄影帶大獎      | 最佳流行樂音樂錄影帶 | 提名 | [ 18 ] |
| 2020 | MTV音樂錄影帶大獎      | 最佳藝術執導         | 提名 | [ 18 ] |

## 製作人員
資料來源：Tidal
- 泰勒·斯威夫特 – 主要聲樂、和聲、詞曲作家、製作人
- 杰克·安东诺夫 – 製作人、編程、原聲吉他、貝斯、鋼琴、鍵盤、鼓、打擊樂器、錄製工程、錄音室人員
- 尚恩·曼德斯 – 作詞（Remix版）
- 史考特·哈里斯 – 作詞（Remix版）
- Laura Sisk – 錄音工程、錄音室人員
- John Rooney – 錄音工程協助、錄音室人員
- Serban Ghenea – 混音師、錄音室人員
- John Hanes – 混音工程、錄音室人員

## 榜單

### 週榜單
| 排行榜（2019年）                     | 最高 名次 |
| ------------------------------------ | --------- |
| 澳大利亞（澳大利亚唱片业协会榜）     | 3         |
| 比利时佛兰德（Ultratop五十强单曲榜） | 41        |
| 比利时瓦隆（Ultratip榜外單曲榜）     | 41        |
| 加拿大（Canadian Hot 100）           | 7         |
| 捷克（百強數位單曲榜）               | 13        |
| 愛沙尼亞（爱沙尼亚四十强榜）         | 16        |
| 61                                   |           |
| 匈牙利（四十強串流榜）               | 38        |
| 愛爾蘭（愛爾蘭唱片音樂協會单曲榜）   | 9         |
| 義大利（意大利音乐产业联盟）         | 87        |
| 日本（日本百强单曲榜）               | 76        |
| 馬來西亞（馬來西亞唱片業協會）       | 4         |
| 荷兰（百强单曲榜）                   | 79        |
| 新西兰（新西兰官方音乐榜）           | 3         |
| 葡萄牙（葡萄牙唱片業協會单曲榜）     | 42        |
| 蘇格蘭（官方榜单公司單曲榜）         | 12        |
| 新加坡（新加坡唱片業協會）           | 8         |
| 斯洛伐克（百強數位單曲榜）           | 18        |
| 西班牙（西班牙音樂製作協會）         | 87        |
| 瑞典（瑞典最熱榜）                   | 37        |
| 瑞士（瑞士热门音乐榜）               | 52        |
| 英國（官方榜单公司單曲榜）           | 14        |
| 美国（《告示牌》百大單曲榜）         | 10        |
| 美国（《滾石》百大單曲榜）           | 2         |

### 年終榜
| 榜單（2019年）                 | 名次 |
| ------------------------------ | ---- |
| 澳大利亞（澳大利亚唱片业协会） | 90   |
| 比利時（比利時佛蘭德）         | 88   |
| 加拿大（加拿大百強單曲榜）     | 96   |

## 認證
| 地區                           | 认证    | 认证单位/销量 |
| ------------------------------ | ------- | ------------- |
| 澳大利亚（澳大利亚唱片业协会） | 白金    | 70,000‡       |
| 加拿大（加拿大音乐协会）       | 2× 白金 | 0‡            |
| 新西兰（新西兰唱片音乐协会）   | 金      | 15,000‡       |
| 英国（英国唱片业协会）         | 银      | 200,000‡      |
| *僅含認證的實際銷量            |         |               |

## 發行歷史
| 國家   | 日期          | 格式              | 唱片公司 | 參考   |
| ------ | ------------- | ----------------- | -------- | ------ |
| 全球   | 2019年8月16日 | 數位下載 串流媒體 | 聯眾     | [ 19 ] |
| 英國   | 2019年8月17日 | 當代流行電台      | 維京百代 | [ 51 ] |
| 義大利 | 2019年9月6日  | 當代流行電台      | 環球音樂 | [ 52 ] |
| 美國   | 2019年9月14日 | 當代流行電台      | 聯眾     | [ 53 ] |

## 尚恩·曼德斯混音版
美國創作歌手泰勒·斯威夫特於2019年11月13日發行了情人混音版，由加拿大歌手尚恩·曼德斯客串及改寫部分歌詞。

### 發行歷史
| 國家 | 日期           | 格式              | 唱片公司 | 參考 |
| ---- | -------------- | ----------------- | -------- | ---- |
| 全球 | 2019年11月13日 | 數位下載 串流媒體 | 聯眾     |      |